# IGF-1
소마토메딘 C(somatomedin C)라고도 불리는 인슐린유사 성장인자 1(Insulin like growth factor 1,IGF-1)은 어린 시절의 성장기 발달에 세포증식의 촉진과 관련해서 중요한 역할을 하는 인슐린과 분자 구조가 유사한 호르몬이며 성인에게는 신진 대사에 효과가 있다고 알려진 물질이다.
그러나 과학자들은 이러한 사실로 인해서 신체의 세포증식및 사멸의 사이클이 깨질수있는 불균형을 염려한다. 즉 세포증식의 효과가 신체가 불필요로하는 사멸주기에 들어간 대상 세포에까지 영향을 주어 안좋은 세포를 계속 증식시킴으로써 면역력에 악영향을 줄 수 있다는 견해를 언급하고있다.

## 같이 보기
- 유제품알레르기